# Plaines-Saint-Lange
 Plaines-Saint-Lange  es una población y comuna francesa, en la región de Champaña-Ardenas, departamento de Aube, en el distrito de Troyes y cantón de Mussy-sur-Seine.

## Demografía
| 496 | 514 | 516 | 469 | 418 | 335 |
| Para los censos de 1962 a 1999 la población legal corresponde a la población sin duplicidades (Fuente: INSEE [Consultar]) |     |     |     |     |     |